# Jiří Malíř
Jiří Malíř (* 10. června 1949 Zlín) je přední český historik se specializací na dějiny politických stran v Českých zemích a na česko-německé vztahy. Věnuje se i specifikům moravského vývoje.
Působil jako vedoucí Historického ústavu na Filozofické fakultě Masarykovy univerzity v Brně, kromě toho je členem několika vědeckých a vlastivědných organizací a předsedou či členem řady redakčních rad. Spolu s Pavlem Markem stál v čele autorského kolektivu mimořádně rozsáhlé monografie o politických stranách v českých zemích a Československu od roku 1861. Významná je též jeho ediční činnost, zejména v podobě sborníků připravených ve spolupráci s kolegy Jiřím Hanušem a Lukášem Fasorou. V dubnu 2024 byl jmenován emeritním profesorem Filozofické fakulty Masarykovy univerzity.

## Výběr z díla
- Vývoj liberálního proudu české politiky na Moravě. Lidová strana na Moravě do roku 1909. Brno : Univerzita J.E. Purkyně, 1985.
- Od spolků k moderním politickým stranám. Vývoj politických stran na Moravě v letech 1848-1914. Brno : Masarykova univerzita, 1996.
- Politické strany. Vývoj politických stran a hnutí v českých zemích a Československu 1861-2004. (dva díly dle období) Brno : Doplněk, 2005. (s P. Markem a kolektivem)
- Člověk na Moravě ve druhé polovině 18. století. Brno : Centrum pro studium demokracie a kultury, 2008. (s kolektivem)
- Biografický slovník poslanců moravského zemského sněmu v letech 1861–1918. Brno : Centrum pro studium demokracie a kultury, 2012. (s kolektivem)
- Občanská společnost na Moravě. Spolky, strany, elity. Brno : Matice moravská, 2014.
- Dějiny Moravy. Díl 3/2, Morava na cestě k občanské společnosti. Brno : Muzejní a vlastivědná společnost v Brně : Historický ústav AV ČR, 2018. (s M. Řepou)

## Členství v organizacích
- Matice moravská (předseda)
- Česko-německá komise historiků
- Czechoslovak Studies Association
- Muzejní a vlastivědná společnost v Brně
- Sdružení historiků ČR
- Historische Kommission für die böhmischen Länder (korespondující člen)

## Ocenění
- Cena Antona Gindelyho (Rakousko, 2006)
- Pamětní medaile Muzejní a vlastivědné společnosti v Brně (2013)
- Cena Jihomoravského kraje (2013)